# 60.º aniversario de la Liberación de Ucrania

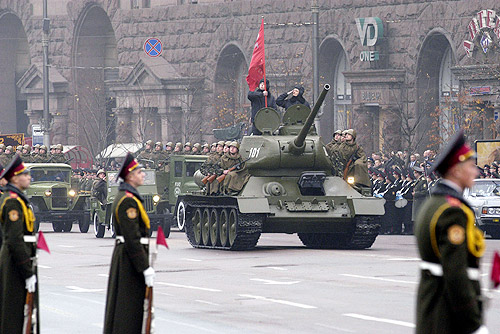

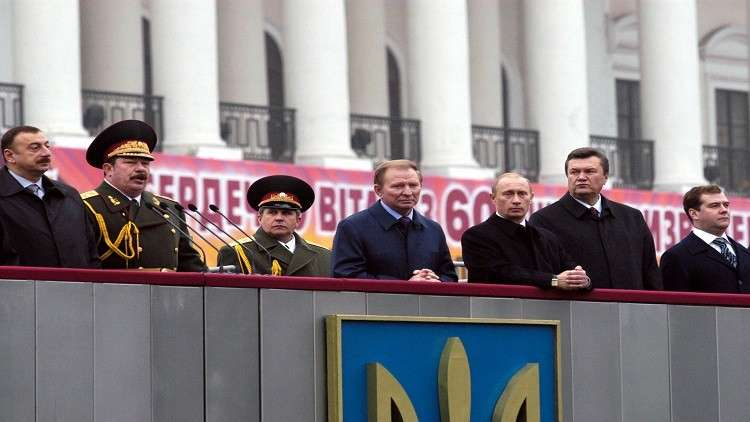
Ministro de Defensa de Ucrania Oleksandr Kuzmuk durante su discurso.

El 60 aniversario de la Liberación de Ucrania fue un desfile en la ciudad de Kiev en Ucrania celebrando el 60 º aniversario de la liberación de Ucrania de los alemanes. La inspección del desfile fue el ministro de Defensa de Ucrania Oleksandr Kuzmuk, Héroe de Ucrania Ivan Herasymov. Veteranos de la Liberación de Ucrania, participaron en el desfile por primera vez desde 1995. asistiendo al desfile fue el presidente de Ucrania Leonid Kuchma, el presidente ruso Vladímir Putin, el presidente de Bielorrusia Alexander Lukashenko, y el presidente azerbaiyano Ilham Aliyev, y el presidente de Kazajistán Nursultan Nazarbayev.